# Patinoire de Méribel
La patinoire de Méribel, construite au sein d'un complexe sportif conçu pour accueillir les épreuves de hockey sur glace lors des XVIe Jeux Olympiques d'hiver d'Albertville, est située à Méribel, sur la commune des Allues. Elle est construite en 1991 par le cabinet d'architectes Chambre et Vibert et André Zanassi pour un budget de 200 millions de francs (30M d'€).

## Description
Le complexe de 24 000 m2 a été soumis à un concours d'architecture en 1988 pour répondre aux exigences architecturales de la station (toits à deux pans et bois en façade), et prévoir sa reconversion en vue d'une utilisation post-olympique .
Il dispose :
- d'une patinoire olympique de 60 m de long et 30 m de large ;
- d'une piscine avec un bassin de 25 m, un toboggan aquatique et une pataugeoire ;
- d'un espace détente avec sauna, hammam et jacuzzi ;
- d'un espace forme avec fitness, cardio-training, musculation ;
- d'un mur d'escalade de 14 m de hauteur ;
- d'un bowling, bar et restaurant ;
- de salle de réunion et séminaires ;
- des services de la gendarmerie et police municipale ;
- d'un cabinet médical.

Après les Jeux, la capacité d’accueil de la patinoire est passée de 6 420 à 2 400 places, afin de libérer de l'espace pour l’aménagement d'infrastructures de loisirs et de services, cette phase de restructuration s'est effectuée entre 1993 et 1997 pour un coût total de 80 millions de francs (12M d'€).

## Compétitions
Lors des Jeux Olympiques d'hiver d'Albertville 92, la patinoire a accueilli les 46 matches de hockey sur glace du 8 au 23 février 1992. La finale qui oppose le Canada à la CEI est remportée par Équipe unifiée de l'ex URSS.
Depuis 2007, la patinoire de Méribel est également le terrain de jeu des équipes finalistes qui se disputent la coupe de la Ligue de hockey sur glace.

## Club résident
La patinoire du Parc olympique accueille deux clubs :
- Hockey Club Val Vanoise - Hockey sur glace (300 licenciés) ;
- le club de patinage artistique de Méribel (90 licenciés).